# Rado Pezdir
Rado Pezdir, slovenski ekonomist, publicist in aktivist.
Pezdir je docent na Fakulteti za matematiko, naravoslovje in informacijsko tehnologijo na Univerzi na Primorskem.
Magistriral je iz ekonomije na Ekonomski fakulteti v Ljubljani. Doktoriral je leta 2020 na Univerzi na Primorskem pod mentorstvom prof. dr. Janeza Šušteršiča z Ekonomske fakultete Univerze v Ljubljani z disertacijo "Finančna in ekonomska analiza vzporedne ekonomije".
V javnosti se je začel prvič pojavljati z nastopi v oddaji Trenja, širši slovenski javnosti pa je postal znan z akcijama proti elektroenergetskim podjetjem in bankam. Je tudi stalni kolumnist poslovnega časnika Finance.
Junija 2011 je Pezdir skupaj z Žigo Turkom, Matejem Lahovnikom, Janezom Šušteršičem, Gregorjem Virantom in Markom Pavliho predstavil pobudo o predčasnih volitvah leta 2011 v državi s sloganom »resetirajmo Slovenijo«, zaradi česar se jih je prijel vzdevek »resetiranci«. Pozneje je Virant napovedal udeležbo na teh volitvah z lastno kandidatno listo, pri čemer je Pezdir odklonil kandidaturo ter je nastopal samo kot podpornik.
Bil je predavatelj na Mednarodni fakulteti za družbene in poslovne študije v Celju in partner na Inštitutu za ekonomske raziskave v zdravstvu.
Je avtor knjige Slovenska tranzicija od Kardelja do tajkunov in z Igorjem Omerzo soavtor knjige Kriminalni temelji teritorialne obrambe in NLB.
Leta 2021 je izšla Pezdirjeva knjiga Vzporedni mehanizem globoke države, v kateri na podlagi arhivskih gradiv opisuje delovanje podjetij, ki so jih tajne službe v času Jugoslavije odprle v tujini, vlogo in delovanje Nika Kavčiča pri odprtju teh podjetij ter kasnejše delovanje teh podjetij do danes.